# Tingvall Trio
Tingvall Trio — джазовая группа из Германии. Трио образовано в Гамбурге в 2003 году. Первый альбом Skagerrak вышел в 2006 году на лейбле Skip Records.
Только барабанщик Юрген Шпигель (Jürgen Spiegel) по национальности немец, в состав кроме него входят пианист и композитор Мартин Тингвалль (Martin Tingvall) родом из Швеции и контрабасист кубинец Омар Родригес Кальво (Omar Rodriguez Calvo).
Группа играет современный джаз «скандинавского» направления, наиболее часто их музыку сравнивают с шведским ансамблем Эсбьёрн Свенссон Трио. В качестве одного из элементов композиции трио используют традиционные шведские народные песни.

## Состав участников
- Мартин Тингвалль — фортепиано
- Омар Родригес Кальво — контрабас
- Юрген Шпигель — ударные инструменты

## Дискография
- 2006 Skagerrak
- 2008 Norr
- 2009 Vattensaga
- 2011 Vägen
- 2014 Beat
- 2017 Cirklar
- 2020 Dance
- 2023 Birds